# Decreto de Graciano

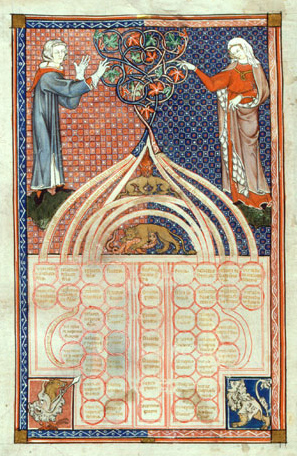
Decreto de Graciano, obra de direito canónico da autoria do monge jurista e professore de teologia Graciano

O Decreto de Graciano (em latim Decretum Gratiani ou Concordia discordantium canonum) é uma obra de direito canónico que compila a totalidade das normas canónicas existentes desde os séculos anteriores, muitas delas contraditórias entre si. O seu autor foi o monge e jurista Graciano, que a redigiu entre 1140 e 1142. Constitui a primeira parte de uma série de seis obras jurídicas canónicas conhecidas como Corpus Juris Canonici.
O Decreto de Graciano representa um passo importante na consolidação do Direito da Igreja Católica durante a Idade Média. A obra, monumental pela sua extensão, foi um contributo fundamental para a unificação jurídica, tratando-se, portanto, do resultado de uma atividade doutrinal de um canonista e não de uma política legislativa pontífica, caminho que vinha a ser o mais utilizado até então para esse fim.
Ainda que o Decreto não tenha sido promulgado oficialmente, embora segundo a tradição medieval tivesse sido aprovado pelo papa Eugénio III, teve na prática uma grande difusão, não só pela sua inquestionável utilidade, como também pela autoridade individual dos textos compilados: cânones pertencentes a concílios ecuménicos e regionais, textos bíblicos, patrísticos e de algumas fontes romanas.